# تيد فيلد
تيد فيلد (بالإنجليزية: Ted Field)‏ هو سائق سيارة سباق ومنتج أفلام ورائد أعمال أمريكي، ولد في 1 يونيو 1953 في شيكاغو في الولايات المتحدة.

## وصلات خارجية
- تيد فيلد على موقع IMDb (الإنجليزية)
- تيد فيلد على موقع بوكس أوفيس موجو (الإنجليزية)
- تيد فيلد على موقع قاعدة بيانات الفيلم (الإنجليزية)